# Одоевский, Иван Никитич Меньшой
Князь Ива́н Ники́тич Меньшо́й Одо́евский (ум. 9 марта 1629) — князь, боярин и воевода начала XVII века. Рюрикович в XXI колене. Деятель Смутного времени, участник Русско-польской войны 1605—1618 годов, 
Младший из трёх сыновей боярина Никиты Романовича Одоевского. 
Имел братьев: Михаила, Ивана Большого и сестру Евдокию — жена князя Ивана Михайловича Елецкого, погребена в Троице-Сергиевой Лавре. 

## Биография

### Служба Фёдору Ивановичу
Упоминается ещё молодым человеком в свите царя в 1586 году. Стольник, за столом Государя "смотрел в большой стол" (21 сентября 1588).  В чине рынды при большом государевом саадаке участвовал в свите царя Фёдора Ивановича в походе против шведов (1590—1591). Участвовал вместе с братом Иваном Большим в отражении от Москвы крымских татар хана Казы-Гирея и за отличие в награждён золотым (лето 1591). До самой смерти царя Фёдора Ивановича — находился при царском дворе, участвуя в разных придворных церемониях, в приёмах иноземных послов или присутствуя при торжественных царских обедах (1593—1597).

#### Служба Борису Годунову
По смерти царя Фёдора Ивановича в 1598 году, участвовал в Земском соборе об избрании на царство Бориса Годунова и подписался под соборной грамотой, в том же году, участвовал под личным начальством нового царя в походе к Серпухову против крымских татар.

##### Служба в Смутное время
Воевода в Вологде (1611—1612). В 1612 году казаки, отделившись от войска гетмана Яна Ходкевича, подступили к Вологде; город был плохо защищён: по свидетельству очевидцев, Одоевский и другие воеводы были пьяны, войско и боевой наряд находились в беспорядке, и казаки без труда ворвались в город, разграбили его и убили воевод и начальных людей, Одоевский успел бежать из города и явился в стан земского ополчения в Ярославль. Рассылал из Ярославля в разные русские города увещевательные грамоты. Вместе с ополчением, по-видимому, был и под Москвой. 

###### Служба Михаилу Фёдоровичу
Принимал участие в Земском соборе 1613 года, в выборе на царство Михаила Фёдоровича Романова, где подписался седьмым от бояр в избирательной грамоте.
9 апреля 1613 года получил приказание идти из Москвы в Коломну и далее на Рязань против Ивана Заруцкого, опустошавшего области вокруг Москвы. 19 апреля выступил из Москвы к Епифани, где, по слухам, находился Заруцкий, успевший присоединить к себе по дороге воевод и ратных людей из Михайлова, Зарайска, Владимира и Суздаля. Заруцкий вскоре ушёл из Епифани, явился к Дедилову, ограбил его, сжёг Крапивну и направился к Туле, стремясь соединиться с литовскими отрядами. Одоевскому нужно было не допустить этого соединения, и он быстро двинулся к Туле. Но уже в мае 1613 года Заруцкий из-под Тулы ушёл к Ливнам, а оттуда пошёл к Лебедяни, и Одоевский получил приказание немедленно оставить Тулу и идти со всеми войсками к Данкову и Лебедяни. Нагнал Заруцкого у Воронежа, где вступил с ним в бой. Относительно исхода боя есть два известия: сам Одоевский в своём донесении писал, что он разбил Заруцкого наголову, взял в плен многих его людей и заставил его бежать в степь за Дон к Медведице. Летопись же говорит, что московские воеводы Заруцкому ничего не могли сделать и он сам побил множество воронежцев и ушёл к Астрахани, заняв город. Здесь он, по-видимому, начал выдавать себя за царевича Дмитрия, стал сноситься с волжскими, донскими и яицкими казаками и возмущать их против московского правительства и ногайских князей. Князь Иван Никитич всеми силами старался воспротивиться возмущению казаков, посылал к ним грамоты с увещанием, посылал на Волгу деньги, запасы, вина, сукна и всякое жалованье, старался успокоить донских казаков, вместе с тем хотел поссорить Заруцкого с ногаями и возмутить против него жителей Астрахани. У московского воеводы не было достаточного количества денег, запасов, следствием этого было то, что Заруцкий начал явно усиливаться: к нему стали стекаться разные казаки из северных и замосковных уездов, ногайский князь Иштерек-бей открыто принял его сторону, присоединилась часть волжских казаков, поддержал Заруцкого и Терский городок.
6 декабрь 1613 года князь Иван Никитич Меньшой был пожалован в бояре, а уже в 1614 году отправился по Волге в Астрахань очищать её от войск Заруцкого.
Подумывая двинуться вверх по Волге к Самаре, чтобы потом пробиться внутрь России, Заруцкий не сумел воспользоваться своим выгодным положением, вызвал своими насилиями и грабежами восстание в Астрахани, возбудил против себя и Терский город, где его посланные хотели убить воеводу Головина.Стрелецкий голова Василий Хохлов, подойдя к Астрахани, соединился с восставшими жителями, осадил Астраханский кремль. Заруцкий бежал на Яик, и Одоевский въехал с торжеством в город и, видимо, старался присвоить себе славу победы. На Яик были посланы стрелецкие головы Пальчиков и Онучин, которые 23 июня 1614 года осадили Заруцкого в городке яицких казаков у которых он нашёл убежище, и после продолжительного и упорного боя заставили казаков 25 июня выдать Заруцкого, находившуюся с ним Марину Мнишек и её сына. Пленники были отправлены к Одоевскому, который немедленно отправил их под сильным конвоем в Казань, а оттуда в Москву. Одоевский писал царю "В Астрахани мы держать их не смели для смуты и шатости".
После разгрома Заруцкого, необходимо было успокоить и привести к повиновению казаков и ногайцев, уничтожить шайки разбойников, промышлявшие по всему юго-востоку страны. Назначен воеводой в Астрахань (1614—1615), где пришлось заняться замирением края. Его деятельность выразилась в постоянных сношениях с казаками, которым он посылал жалованье, в посылках воевод для усмирения и уничтожения шаек, в восстановлении разрушенных мятежниками городов и острогов, в восстановлении торговых сношений с персидскими и армянскими купцами. Упомянут ещё в Астрахани в 1615 году. 
В октябре 1617 года послан в Можайск, для вразумления посадских людей, чтобы не изменяли, подобно Дорогубужанам. Участник Земского собора о защите от войск королевича Владислава в 1618 году. Во все время осады Москвы поляками принимал участие в защите столицы. 21 июня 1619 года послан с казанским митрополитом к отцу государя — Филарету, с вестью об избрании его патриархом. Назначен судьёй во Владимирский судный приказ (1619—февраль 1628). Отправлен первым воеводой в Казань (1620—1624). Отозван в Москву и снова поставлен во главе Судно-Владимирского приказа, где находился до самой своей смерти, не прекращая придворной службы. Участвовал в разных придворных церемониях: присутствовал на торжественных царских обедах, принимал участие в чине обеих свадеб царя Михаила Фёдоровича 19 сентября 1624 года и 05 февраля 1626 года.
Имел вотчины в Московском уезде.
Умер князь Иван Никитич Меньшой 9 марта 1629 года и похоронен под Троицким собором в Троице-Сергиевской лавре, о чём свидетельствует надгробная надпись: "Боярин, князь Иван Никитич Одоевский представился 137 ( 1629) года марта в 9 день".

## Семья
Женат дважды:
1. Мария — (ум. 18 августа 1624)[2].
2. Ксения Борисовна (в первом браке за князем Петром Тутаевичем Шейдяковым) — её племянник дал вклад в Троице-Сергиев монастырь по своему дяде Иване Никитиче Одоевскому Меньшому и по его жене Ксении Борисовне и по её первому мужу, село Тимошкино и Романовское в Тверском уезде (15 марта 1631)

От брака имел дочь: 
- Федосья Ивановна (ум. 14 ноября 1628) — жена князя Ф. В. Пронского, похоронена в Троице-Сергиевой лавре[2].